# Dlhé Pole
Dlhé Pole (maďarsky Trencsénhosszúmező do roku 1907 Dlhepole) je obec v okrese Žilina na Slovensku. Žije zde přibližně 1 900 obyvatel. První písemná zmínka o obci pochází z roku 1320.

## Osobnosti obce

### Rodáci
- Štefan Haščík (25. listopad 1898 – 1985) – československý a slovenský politik, ministr obrany Slovenské republiky, poslanec Slovenského sněmu, župan Šarišsko-zemplínský, později župan Nitranský, velitel Domobrany Slovenské republiky
- Martin Mičura (17. září 1883 – 31. května 1946) – právník a politik